# Бокув
Бокув (пол. Boków) — село в Польщі, у гміні Стомпоркув Конецького повіту Свентокшиського воєводства.
Населення — 111 осіб (2011).
У 1975-1998 роках село належало до Келецького воєводства.

## Демографія
Демографічна структура на день 31 березня 2011 року:
|          | Загалом | Допрацездатний вік | Працездатний вік | Постпрацездатний вік |
| -------- | ------- | ------------------ | ---------------- | -------------------- |
| Чоловіки | 58      | 4                  | 43               | 11                   |
| Жінки    | 53      | 11                 | 23               | 19                   |
| Разом    | 111     | 15                 | 66               | 30                   |